# Animateur de télévision
Pour les articles homonymes, voir Présentateur et Animateur.
Un animateur de télévision ou animatrice au féminin, appelé aussi présentateur ou présentatrice de télévision, est une personne qui présente ou commente une émission de télévision. Celle-ci peut porter sur tous les domaines de l'activité humaine, notamment la politique, l'économie, les arts, la vie quotidienne, les sujets de société et l'humour.

## Description

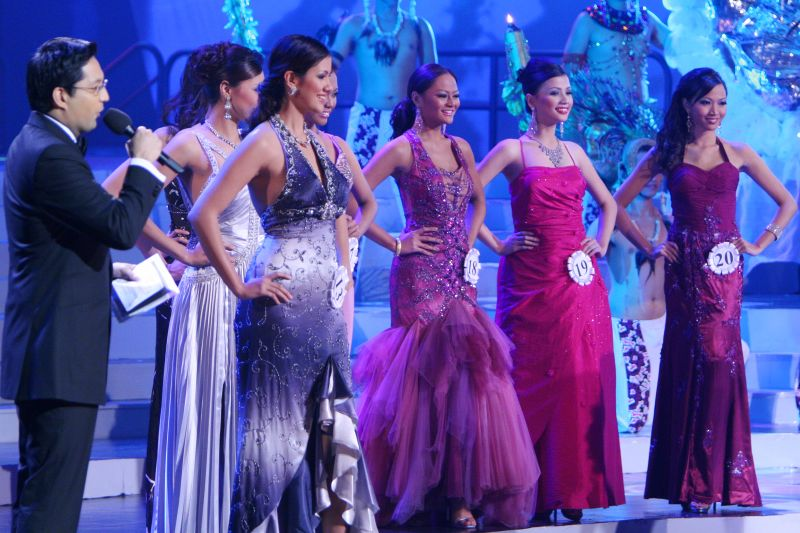
Un animateur présentant un concours de Miss télévisé (ici Miss Philippines 2008).

La façon d'animer une émission dépend du domaine d'activité humaine. Par exemple, un animateur sportif aura habituellement une voix donnant un sentiment de vitalité, alors qu'un animateur d'émission scientifique parlera de façon posée. 
Certains animateurs, manquant certains traits habituellement attendus de l'auditoire, chaleur humaine, esthétique et gestuelle par exemple, compensent par des comportements uniques. Par exemple, l'animateur d'une émission à caractère scientifique pourra avoir une voix faible, mais fera preuve d'émerveillement à plusieurs reprises.

## Historique

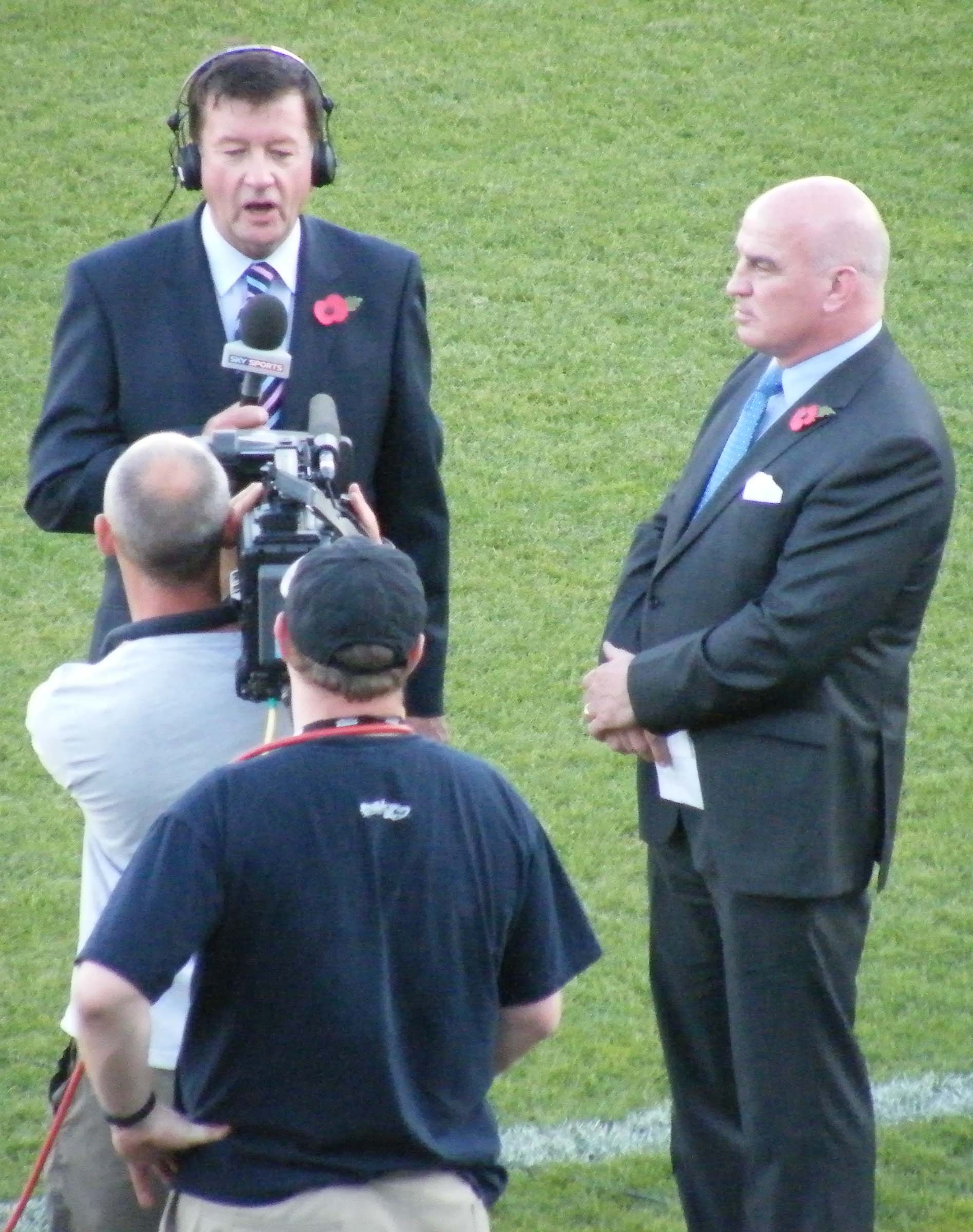
Un commentateur sportif animant une émission en direct.

Ce métier remonte à la diffusion des Jeux olympiques vécus dans l'Allemagne nazie. Les premières émissions télévisées étaient de nature informative, puis vinrent les émissions culturelles, chacune demandant un talent différent. 
Depuis, le métier a vécu différentes mutations au cours des décennies, s'adaptant aux circonstances du moment. Des spécialistes sont apparus à la suite de ces adaptations : reporter à l'étranger (par exemple, l'assassinat de John F. Kennedy), correspondant de guerre (par exemple, les reportages en Irak par CNN lors de la première guerre du Golfe), critique (par exemple, critiques de livres par Bernard Pivot) et animateur d'émission de variétés (par exemple, Michel Drucker).

## Salaires en France
En 2012, les salaires de quelques animateurs vedettes sont publiés par Télé 2 Semaines :  le chroniqueur du Canal Football Club et des Spécialistes sur Canal + Pierre Ménès gagne 160 000 euros par an, Julien Lepers toucherait 39 000 euros par mois pour le jeu Questions pour un champion, Laurent Romejko 500 euros pour chaque numéro des chiffres et des lettres,  Julien Courbet 1 000 euros pour chaque Seriez-vous un bon expert ?, Laurence Ferrari gagnerait plus de 50 000 euros par mois, David Pujadas 18 000 euros, Élise Lucet 10 000 euros mensuel, Stéphane Guillon toucherait 36 000 euros par mois pour Salut les Terriens, Patrick Cohen, Jérémy Michalak et Matthieu Noël 6 000 euros mensuel et Alessandra Sublet 18 000 euros pour C à vous, Loana gagnerait 4 000 euros par mois pour Les Anges de la télé-réalité, Natacha Polony dans On n'est pas couché recevrait  5 600 euros mensuel, Éric Zemmour toucherait 8 000 euros par mois pour Zemmour et Naulleau, Éric Naulleau 12 000 euros pour Ça balance à Paris.
En décembre 2013, l'animateur de Touche pas à mon poste Cyril Hanouna déclare gagner 25 000 euros par mois.

## Formation(s) et qualité(s) requise(s)

### En France
Pour devenir animateur de télévision, il est conseillé un bac +3 médias et journalisme,. Les études bac+3 médias et journalisme se font dans les universités privées. Quant aux qualités, l’animateur de télévision doit parler vite, répondre du tac au tac, être sympathique et de bonne humeur mais le rire compte.